# Espanha nos Jogos Olímpicos de Verão de 1980
A Espanha competiu nos Jogos Olímpicos de Verão de 1980, realizados em Moscou, União Soviética.